# Matos Cheirinhos
Matos Cheirinhos é uma localidade da freguesia cascalense de São Domingos de Rana, no distrito e área metropolitana de Lisboa, Portugal. Tem a seu norte Trajouce, a leste a Abóboda (cujo limite é determinado pela ribeira de Sassoeiros), a sul São Domingos de Rana e a oeste Tires.
O seu topónimo, grafado incorretamente como Mato Cheirinhos, é explicado por J. Diogo Correia:
Topónimo assaz curioso. A significação que imediatamente, nos ocorre é a de matos de cheiro agradável, mas o certo é que, aqui, cheirinhos nenhuma relação tem com o sentido do olfacto. Cheirinhos está por chaneirinhos = chãozinhos. Para mais completa elucidação, pode o leitor consultar um artigo do falecido filólogo Adolfo Coelho, inserto no n.º 46 da revista: Serões.

«A série Chão (do lat. planum) - diz o falecido mestre
- compreende as formas Chãozinho, Chãos, Chões, Chãzinha, Chada, Achada, Chainça, Chaíça, Chaicinha, Chainha, Chainho, Cheinho, Chaim, Cheira (Chaeira, Chaneira), Cheirinho, Cheio, Chelos, Chela, Chelas, Chechelinho, Cheleiros, Chedas».
Leite de Vasconcelos confirma a opinião do seu colega, esclarecendo que Chainho vem do latim planinu.